# Zantedeschia valida
Zantedeschia valida är en kallaväxtart som först beskrevs av Cythna Lindenberg Letty, och fick sitt nu gällande namn av Y.Singh. Zantedeschia valida ingår i släktet kallor, och familjen kallaväxter. Inga underarter finns listade.